# Isaac Nachman Steinberg

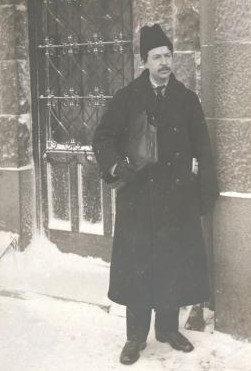
Isaac Steinberg, 1918

Isaac Nachman Steinberg (russisch Исаак Нахман Штейнберг; * 13. Julijul. / 25. Juli 1888greg. in Daugavpils, Russisches Kaiserreich; † 2. Januar 1957 in New York) war ein russischer Jurist, Politiker und Publizist. Von 1917 bis 1918 war er Justizminister Sowjetrusslands.

## Leben und Wirken
Isaac Nachman Steinberg wurde als Sohn des jüdischen Kaufmanns Serach Steinberg und seiner Frau Chiana, geb. Eliaschewa, geboren, ein jüngerer Bruder war Aaron Sacharowitsch Steinberg. Er wuchs hauptsächlich in Moskau auf, besuchte jedoch ein Gymnasium in Pernau. 1906 begann er ein Jurastudium an der Staatlichen Universität Moskau, im selben Jahr trat er der Partei der Sozialrevolutionäre bei. Er wurde ins Ausland verbannt und zog mit seinem Bruder nach Heidelberg, wo er an der Universität Heidelberg sein Studium fortsetzte. Die Eltern schickten den beiden Brüdern einen persönlichen Talmud-Lehrer, Salman Baruch Rabinkow mit, der nicht nur Isaac Steinbergs Denken, sondern auch andere Schüler wie Salman Rubaschow oder Erich Fromm (mit dem Steinberg in den USA später im engen Austausch stehen sollte) beeinflusste. Er wurde dort 1910 bei Gustav Radbruch promoviert. Anschließend kehrte er nach Russland zurück und arbeitete als Anwalt. 1914 heiratete er Nechama Solomonowna Jesselson, mit der er einen Sohn und zwei Töchter bekam.
Im Dezember 1917 wurde Steinberg Justizminister in Lenins Regierung, als die Bolschewiki vorübergehend mit dem linken Flügel der Sozialrevolutionäre kooperierten. Im März 1918 legte er sein Amt aus Protest gegen den Friedensvertrag von Brest-Litowsk nieder. Er wandte sich gegen den Bolschewismus und wurde 1923 ausgewiesen, woraufhin er mit der Hilfe seines Doktorvaters Radbruch, der nun Reichsjustizminister war, nach Deutschland ging. In Deutschland arbeitete er weiter für die Partei der Sozialrevolutionäre und setzte sich für politische Häftlinge in der Sowjetunion ein. Er publizierte außerdem weiter, so z. B. sein Buch Gewalt und Terror in der Revolution. Oktoberrevolution oder Bolschewismus (1931). Der Anarchosyndikalist Rudolf Rocker würdigte dieses Buch als „eines der besten Erzeugnisse des zeitgenössischen Sozialismus“. Das Buch findet - obwohl im Laufe von rund 100 Jahren nur in drei deutschsprachigen Auflagen erschienen - bis in die Gegenwart positive Resonanz, so bezeichnete der Historiker Stefan Plaggenborg das Buch als „eines der wichtigsten Bücher über die Gewalt in Sowjetrussland“. Später hielt Steinberg sich in London auf, wo er Mitbegründer der Freeland League wurde, die sich für die Ansiedlung verfolgter europäischer Juden in der nordaustralischen Region Kimberley (Kimberley-Plan) engagierte. 1933 holte er auch seine Familie nach London, als die Nationalsozialisten in Deutschland an die Macht kamen.
Jahre später wanderte Steinberg selbst nach Australien aus. Am 23. Mai 1939 kam er in Perth an. Er setzte sich weiterhin für die Besiedlungspläne der Freeland League ein. Seine Publikationen und Reden zu dem Thema trafen auf geteilte Reaktionen bei den australischen Politikern und Medien. Am 15. Juli 1944 teilte ihm Premierminister John Curtin schließlich mit, dass die australische Regierung nicht von ihren etablierten Besiedlungsstrategien abweichen würde. Steinberg, der bereits seit Juni 1943 in Kanada lebte, gab jedoch nicht auf. Auch in den Folgejahren tätigte er Eingaben bei der australischen Regierung und veröffentlichte 1948 das Buch Australia, the unpromised land. In search of a home, eine Idee, die er 1946 auch dem Anglo-amerikanischen Untersuchungskomitee vortrug. Nach der Gründung von Israel setzte er sich für eine binationale Siedlungspolitik ein, die er einem exklusiven jüdischen Staat vorzog. Seine Pläne wurden jedoch nie umgesetzt.
Am 2. Januar 1957 starb Steinberg in New York, drei Jahre nach dem Tod seiner Frau und wenige Monate nach dem Tod seiner Tochter Ada. Er hinterließ einen Sohn, den Kunsthistoriker Leo Steinberg und die jüngere Tochter Mita.

## Schriften (Auswahl)
- Die Lehre vom Verbrechen im Talmud. Eine juristisch-dogmatische Studie, Stuttgart 1910.
- Zehn Jahre Oktober-Revolution, Berlin 1928.
- Du hast gesiegt, Mochnatschow! Drama in drei Akten, Berlin 1929.
- Als ich Volkskommissar war. Episoden aus der Oktoberrevolution, München 1929.
- Gewalt und Terror in der Revolution. (Oktoberrevolution oder Bolschewismus), Berlin 1931 (wiederveröffentlicht als: Gewalt und Terror in der Revolution. Das Schicksal der Erniedrigten und Beleidigten in der russischen Revolution, Berlin 1974; Neuauflage Anares, Bremen 2024, ISBN  978-3-935716-83-3).
- Isaak Steinberg von Moskau nach Sydney, hrsg. v. Willy Birkenmaier, Heidelberg 2001.
- Isaak Steinberg in London und New York, hrsg. v. Willy Birkenmaier, Heidelberg 2002.